# August Vermeylen
August Vermeylen (Bruxelles, 12 maggio 1872 – Uccle, 10 gennaio 1945) è stato uno scrittore belga.
Nel 1893 fondò la rivista Di oggi e di domani. Professore di Storia dell'arte all'Università di Bruxelles, passò poi all'ateneo fiammingo di Gand, del quale fu anche rettore.
Senatore socialista dal 1921. Saggista, critico e storico d'arte e di letteratura, si batté accanitamente con le opere, oltre che con la rivista, per la sprovincializzazione della cultura del suo paese.
Tra le sue opere più importanti ricordiamo: Critica del movimento fiammingo, del 1895; Da Gezelle ai nostri giorni, del 1923; Considerazioni, del 1942; Storia della scultura e della pittura europea, dal 1921 al 1925, ripubblicata postuma col titolo Dalle catacombe al Greco.
Da segnalare inoltre l'autobiografico L'ebreo errante, del 1906 e il romanzo Due amici, del 1943.